# بال هاربر (فلوریدا)
بال هاربر (به انگلیسی: Bal Harbour) روستای در شهرستان میامی-دید ایالت فلوریدا است که در سال ۱۹۴۶ بنیان‌گذاری شده‌است. این روستا طبق سرشماری سال ۲۰۱۰ میلادی، ۲٬۵۱۳ نفر جمعیت داشته و مساحت آن نیز ۱٫۶ کیلومتر مربع است.